# スリナムの国旗
スリナムの国旗は緑・白・赤の5本の帯模様で構成されており、中央の赤帯内には黄色の星が描かれている。1975年11月25日の独立と同時に制定された。

大統領旗

## 独立前の旗
独立以前のオランダ領ギアナの国旗は、白地に黒で縁取りされた黒・茶色・黄色・赤・白の5つの星を黒い楕円で結んだデザインだった。それぞれスリナム人の人種を象徴した5色（先住民族、植民した白人、アフリカから移送された奴隷の黒人、出稼ぎ労働者のジャワ人と黄色人種）の星が楕円で調和している構図。また総督旗もあった。

?オランダ領ギアナ時代の旗
?オランダ領ギアナ時代の旗（1959年 - 1975年）
?オランダ領ギアナ時代の総督旗（1966年 - 1975年）
?1975年から1988年の首相旗